# A' Katīgoria 1939-1940
La A' Katīgoria 1939-1940 fu la 6ª edizione del massimo campionato di calcio cipriota. Si concluse con l'affermazione finale dell'APOEL Nicosia, che vinse il quinto titolo della sua storia.

## Stagione

### Novità
L'Arīs Limassol rinunciò a partecipare, facendo decrementare il numero di partecipanti da sette a sei.

### Formula
Il campionato era composto da 6 squadre che si affrontarono in partita di andata e ritorno, per un totale di dieci giornate; erano assegnati due punti in caso di vittoria, uno per il pareggio e zero per la sconfitta; non vi furono retrocessioni.
La gara tra Lefkoşa Türk e Olympiakos Nicosia non fu giocata.

## Squadre partecipanti
| Club                | Città    | Stadio             | Stagione precedente |
| ------------------- | -------- | ------------------ | ------------------- |
| AEL Limassol        | Limassol | Stadio GSO         | 3º in A' Katīgoria  |
| APOEL               | Nicosia  | Stadio Vecchio GSP | 1º in A' Katīgoria  |
| EPA Larnaca         | Larnaca  | Stadio Vecchio GSZ | 2º in A' Katīgoria  |
| Lefkoşa Türk        | Nicosia  | Stadio Vecchio GSP | 4º in A' Katīgoria  |
| Olympiakos Nicosia  | Nicosia  | Stadio Vecchio GSP | 6º in A' Katīgoria  |
| Pezoporikos Larnaca | Larnaca  | Stadio Vecchio GSZ | 5º in A' Katīgoria  |

## Classifica finale
|                  | Pos. | Squadra             | Pt | G | V | N | P  | GF | GS  | DR |
| ---------------- | ---- | ------------------- | -- | - | - | - | -- | -- | --- | -- |
| Cipro (bandiera) | 1.   | APOEL               | 10 | 7 | 2 | 1 | 30 | 10 | +20 | 16 |
|                  | 2    | Pezoporikos Larnaca | 10 | 7 | 0 | 3 | 37 | 21 | +16 | 14 |
|                  | 3    | EPA Larnaca         | 10 | 4 | 3 | 3 | 24 | 22 | +2  | 11 |
|                  | 4    | AEL Limassol        | 10 | 4 | 0 | 6 | 21 | 16 | +5  | 8  |
|                  | 5    | Lefkoşa Türk        | 9  | 3 | 1 | 5 | 15 | 27 | -12 | 7  |
|                  | 6    | Olympiakos Nicosia  | 9  | 1 | 0 | 8 | 7  | 38 | -31 | 2  |